# Universidade de Oñati

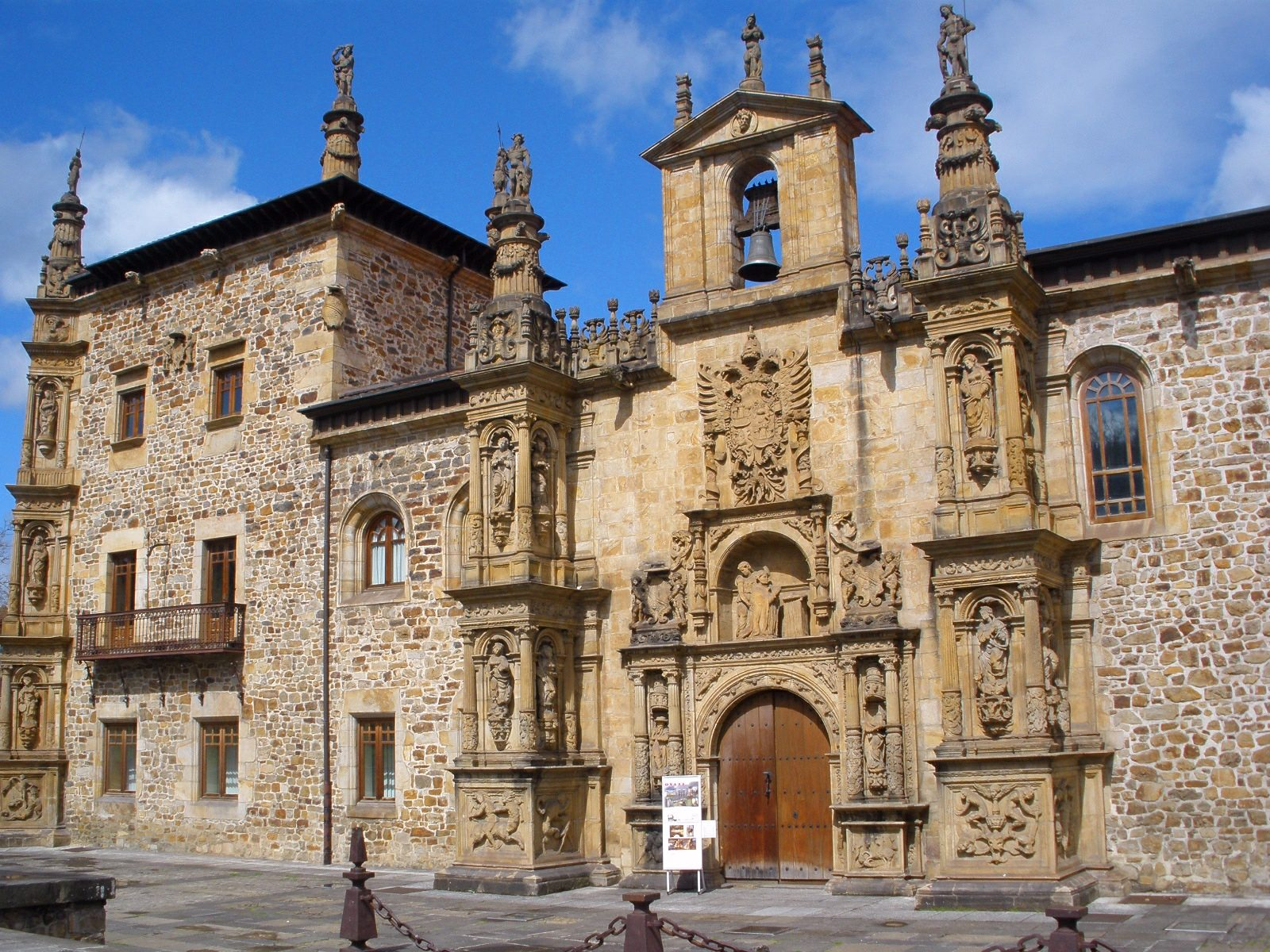
Fachada do prédio da universidade

A Universidade de Oñati (em basco: Oñatiko Unibertsitatea; em castelhano: Universidad de Oñate), oficialmente Universidade do Espírito Santo (Sancti Spiritus), foi uma universidade fundada em 1540 e localizada na cidade basca de Oñati na Espanha. Até ao seu encerramento em 1901, era a única universidade do País Basco espanhol. Seu prédio é hoje a sede do Instituto Internacional de Sociologia do Direito .

## História
Fundada em 1540 pelo bispo de Ávila, Rodrigo Sánchez Mercado sob a autoridade de uma bula do papa Paulo III, a Universidade do Espírito Santo foi originalmente localizada em Hernani, mas em 1548 mudou-se para Oñati. A universidade especializou-se em teologia, direito, direito canônico, artes e medicina e foi estritamente limitada a católicos até 1869, quando foi aberta a todos. A instituição fechou em 1901. Desde 1989, o prédio abriga o Instituto Internacional de Sociologia do Direito (IISL).
Em 1931, o edifício foi declarado Monumento Histórico Nacional. É um dos edifícios renascentistas mais notáveis do País Basco, e foi construído em estilo plateresco. A construção do edifício começou em 1543 pelo mestre pedreiro Domingo de la Carrera e pelo escultor Pierre Picart.